# Alaftonfly
Alaftonfly (Acronicta alni) är en fjärilsart som beskrevs av Carl von Linné 1767. Alaftonfly ingår i släktet Acronicta och familjen nattflyn. Arten är reproducerande i Sverige. Inga underarter finns listade i Catalogue of Life.

## Bildgalleri

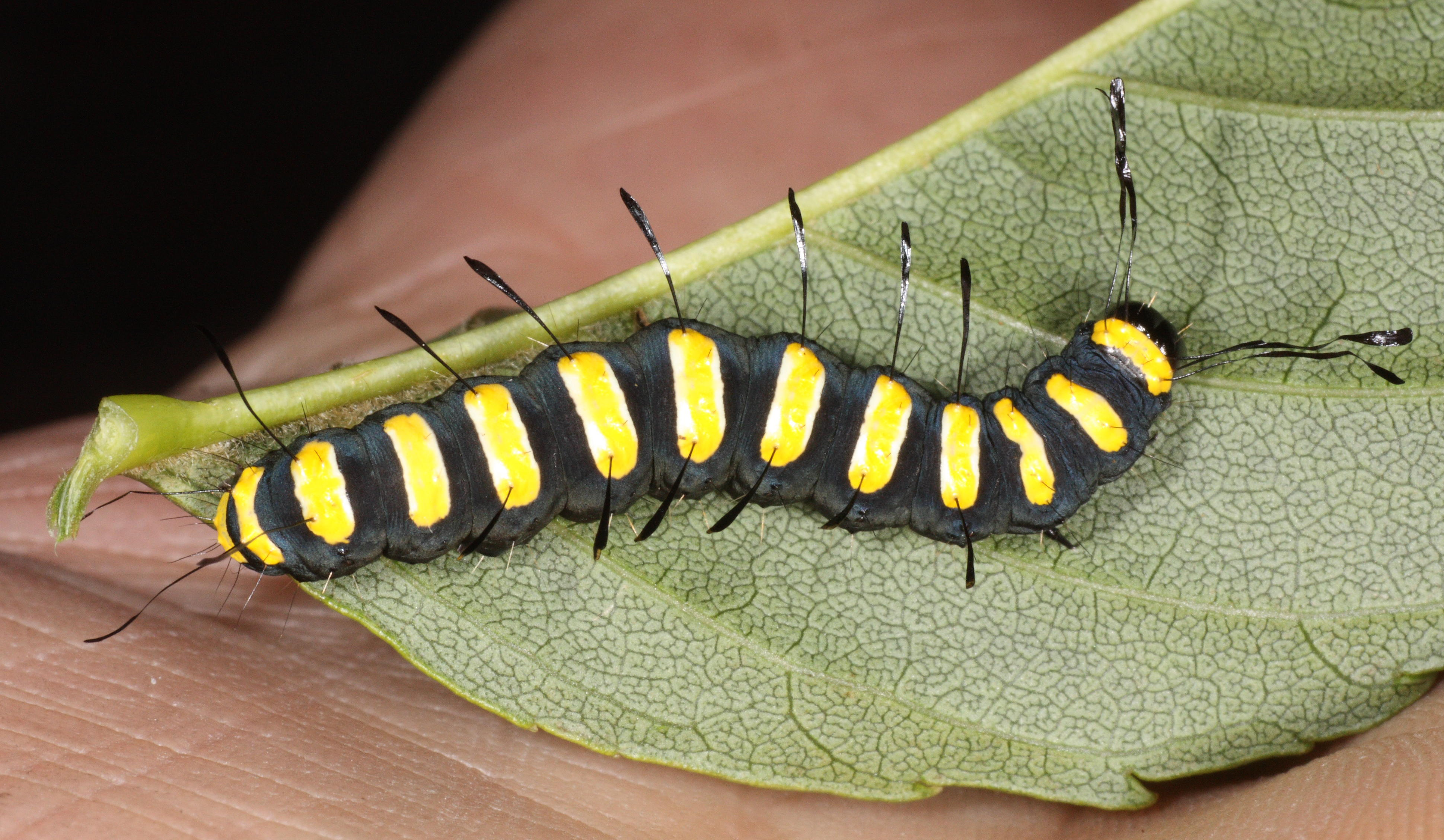
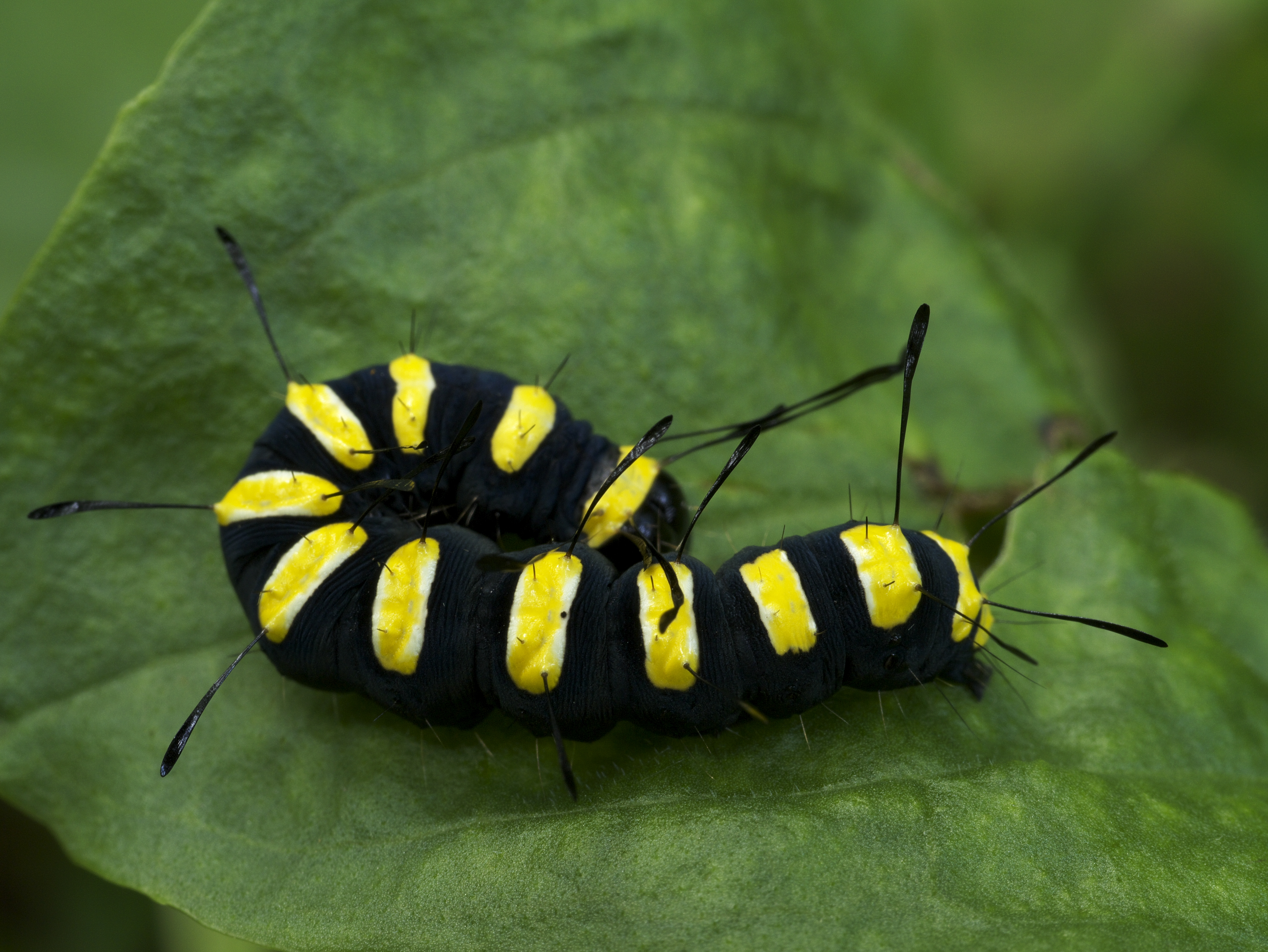
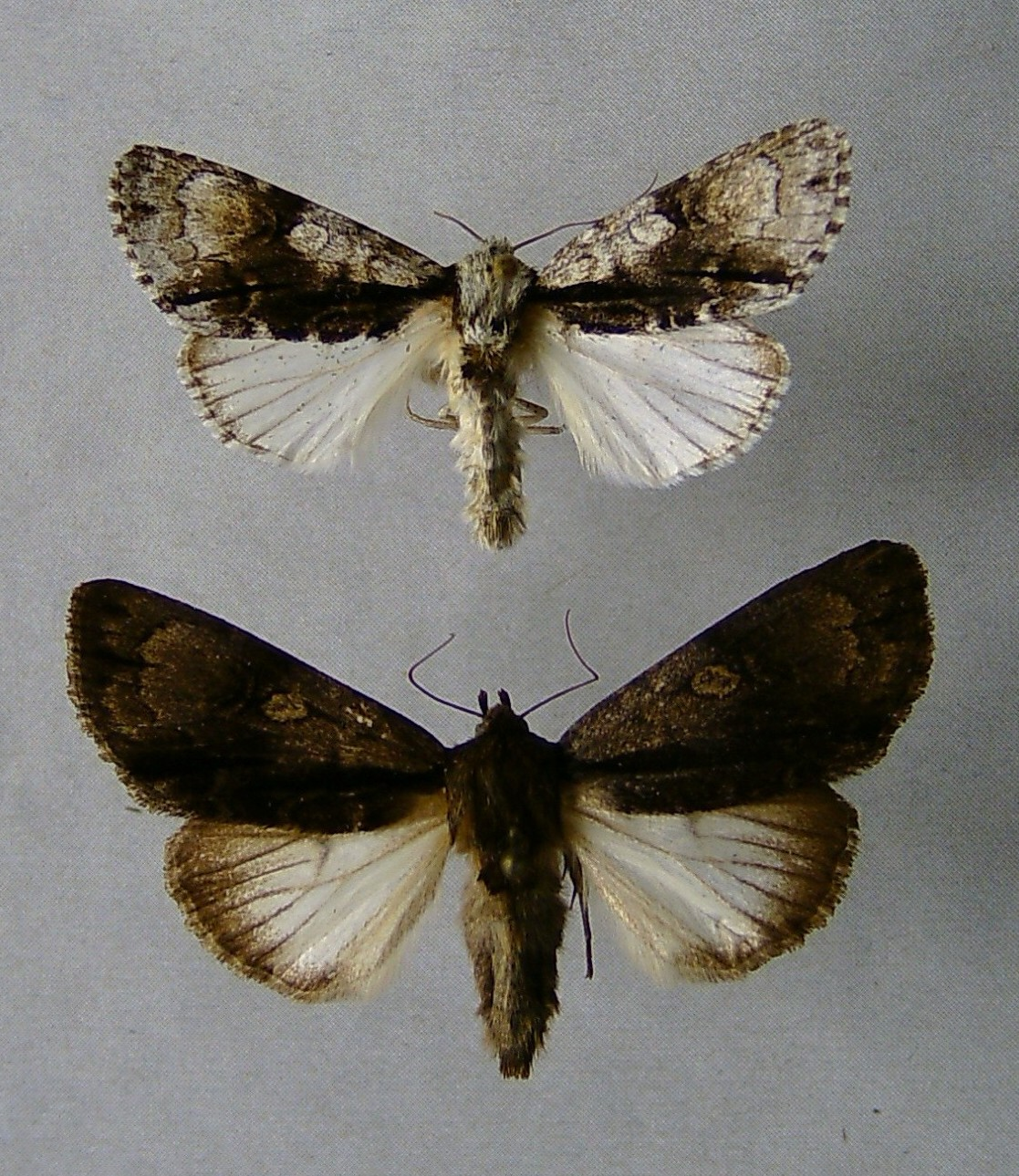
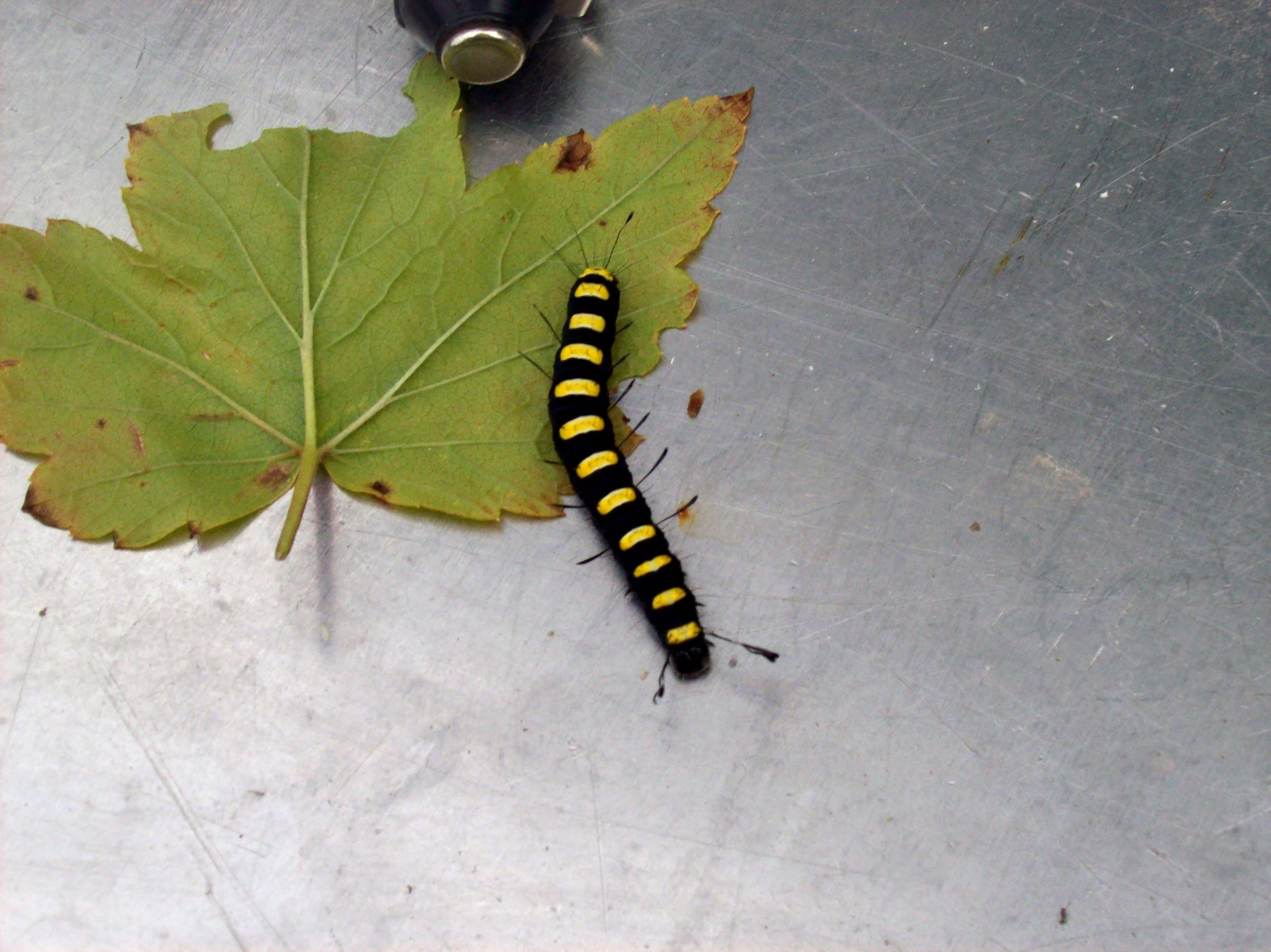